# Carlos Carrizosa Torres
Carlos Carrizosa Torres (Barcelona, 22 de març de 1964) és un polític català, exdiputat al Parlament de Catalunya com a representant al partit polític Ciutadans.

## Biografia
És llicenciat en dret per la Universitat de Barcelona i membre de l'Il·lustre Col·legi d'Advocats de Barcelona. El 1994 va obrir un bufet d'advocats amb qui llavors era la seva parella.
És membre de Ciutadans - Partit de la Ciutadania al Parlament de Catalunya, des que el 2006 es va incorporar al partit des de la seva sectorial d'advocats, on va establir amistat amb Albert Rivera i amb José María Espejo-Saavedra. El 2007 es va incorporar al comitè executiu de la formació, càrrec que mantindria fins al 2009 i recuperaria el 2011. Aquell any va anar com número dos a la llista de la formació per Barcelona a les eleccions municipals i, un any després, fou elegit diputat a les eleccions al Parlament de Catalunya de 2012.
Com a diputat, va ser portaveu adjunt de C's al Parlament de Catalunya, on va ser el representant del partit en la comissió del cas Pujol i en la ponència parlamentària de la llei electoral. A partir de l'onzena legislatura va ser el portaveu del grup de Ciutadans a la cambra. A les eleccions al Parlament de Catalunya de 2017 fou reescollit diputat per Ciutadans, partit que va obtenir 36 escons. Teòricament, es defineix com a reformista de centre, defensor d'un liberalisme progressista.
El maig de 2018, el president del Parlament Roger Torrent va suspendre un ple a causa que el diputat Carrizosa va retirar un llaç groc d'un seient. El seu partit, obviant les primàries de juliol de 2019 en què va sortir escollida Lorena Roldán, el va nomenar candidat a la presidència de la Generalitat per a les eleccions al Parlament de Catalunya de 2021, en les que el seu partit va perdre 30 escons. En les eleccions al Parlament de Catalunya de 2024 fou proclamat de nou cap de llista de Ciutadans. Malgrat això, en la mateixa cita electoral no va revalidar l'escó, així que ell i la seva formació van quedar fora del Parlament després de 18 anys. El mes següent, va dimitir com a líder de Ciutadans.

## Vida personal
És afeccionat a la paleontologia i col·leccionista de còmics. Està separat i és pare de tres fills.